# Tiana Benjamin

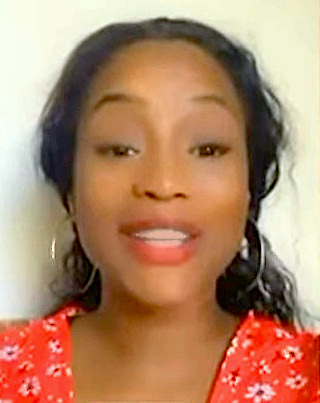
Tiana Benjamin im Jahr 2024

Tiana Opium Benjamin (* 5. Oktober 1984 in London, England) ist eine britische Schauspielerin. 

## Leben
Tiana Benjamin wurde im Oktober 1984 in London, England geboren. Ihre erste Rolle bekam sie in der Fernsehserie The Last Detective. Im selben Jahr spielte sie noch in drei Folgen von verschiedenen Serien mit. 2005 kam dann die erste größere Rolle in Harry Potter und der Feuerkelch wo sie Angelina Johnson verkörperte. Von 2006 bis 2010 hatte sie eine größere Rolle in der britischen Seifenoper EastEnders. 2007 spielte sie in Harry Potter und der Orden des Phönix und in Wishbaby mit. Im Jahr 2012 war sie im Film Fast Girls sowie einer Folge der Fernsehserie Bedlam zu sehen.

## Filmografie (Auswahl)
- 2004: The Last Detective (Fernsehserie, Episode 2x01 Christine)
- 2004: The Brief (Fernsehserie, Episode 1x04 A Sort of Love)
- 2004: Rose and Maloney (Fernsehserie, Episode 1x03)
- 2004: The Bill (Fernsehserie, Episode 20x56 236)
- 2005: Harry Potter und der Feuerkelch (Harry Potter and the Goblet of Fire)
- 2006: Dalziel and Pascoe – Mord in Yorkshire (Dalziel and Pascoe, Fernsehserie, 2 Episoden)
- 2006–2010: EastEnders (Fernsehserie, 349 Episoden)
- 2007: Harry Potter und der Orden des Phönix (Harry Potter and the Order of the Phoenix)
- 2007: Wishbaby
- 2012: Fast Girls
- 2012: Bedlam (Fernsehserie, Folge 2x03)
- 2015: Casualty (Fernsehserie, Folge 29x18)
- 2015: The Interceptor (Miniserie, Folge 1x04)
- 2016: The Dumping Ground (Fernsehserie, 2 Folgen)
- 2019: The Creatress